# Big D and the Kids Table
I Big D and the Kids Table sono un gruppo ska punk statunitense, originario di Boston e attivo dal 1995.

## Formazione

### Formazione attuale
- David McWane – voce, melodica, chitarra (1995–presente)
- Ryan O'Connor – sassofono (2005–presente)
- Derek Davis – batteria (2009–presente)
- Alex Stern – organo (2011-2012), guitar (2013–presente)
- Ben Basile – basso (2013–presente)
- Logan La Barbera – trombone (2013–presente)
- Sirae Richardson – cori (2009–presente)
- Hayley Jane – cori (2009–presente)
- Brianne Finn – cori (2010–presente)
- Erin MacKenzie – cori (2010–presente)

### Ex componenti
- Dan Stoppelman – tromba (1995-2010)
- Chris Bush – sassofono 1995-2005)
- Gabe Feenberg – trombone (1995-2000)
- Marc 'The Skipper' Flynn – voce, tromba, trombone (1995-2003)
- Steve Foote – basso, ukulele (1995–2013)
- Max MacVeety – batteria (1995-2000, membro live nel 2009)
- Sean P. Rogan – chitarra, tastiere (1995-2009)
- Chris Sallen – sassofono (1995-2000)
- Aaron Sinclair – chitarra (1995-1998)
- Jon Lammi – chitarra (1998-2000)
- Jason Gilbert – batteria (2001-2004)
- Paul Cuttler – trombone (2001-2013)
- Jon Reilly – batteria (2004-2009)

## Discografia

### Album in studio
- 1999 – Good Luck
- 2002 – The Gipsy Hill LP
- 2004 – How It Goes
- 2007 – Strictly Rude
- 2009 – Fluent in Stroll
- 2011 – For the Damned, the Dumb & the Delirious
- 2013 – Stomp
- 2013 – Stroll

### EP
- 1998 – Live EP
- 2002 – The Gipsy Hill EP
- 2005 – Salem Girls
- 2007 – Noise Complaint
- 2009 – Wicked Hardcore Christmas
- 2010 – 2 Songs 1 Download